# Имматериализм
Имматериализм (в философии) — взгляд, отрицающий существование материи.
В древней философии такое отрицание как определённая доктрина встречается только у индийских мыслителей (особенно в буддийской школе мадхъямиков), в новой философии главный систематический представитель такого взгляда — Дж. Беркли.

## История учения в европейской философии
Представление о материи восходит к глубокой древности. Уже первые античные философы полагали, что в основе всех вещей лежит некое единое начало (архе), которое сохраняется при всех видимых изменениях. Фалес называл это начало водой, Анаксимен — воздухом, Диоген и стоики — пневмой, а Левкипп и Демокрит слагали его из атомов и пустоты. Однако сам термин материя восходит к диалогам Платона, учившим о двух началах вещей: неподвижных идеях и вечно текущей, вечно движущейся «восприемнице», или «кормилице», принимающей, подобно женщине, в себя идеи. Это учение Платона было затем развито Аристотелем в учение о материи и форме. На древнегреческом языке материя обычно называлась словом ὕλη («лес»), буквально означающим строительный материал. С подачи Аристотеля учение о материи прижилось в греческой, а затем римской философии, где она получила уже своё современное название, произведённое от латинского слова мать (лат. mater). Средневековые философы в целом разделяли учение о материи, с той оговоркой, что она, подобно всем вещам, создана Богом.

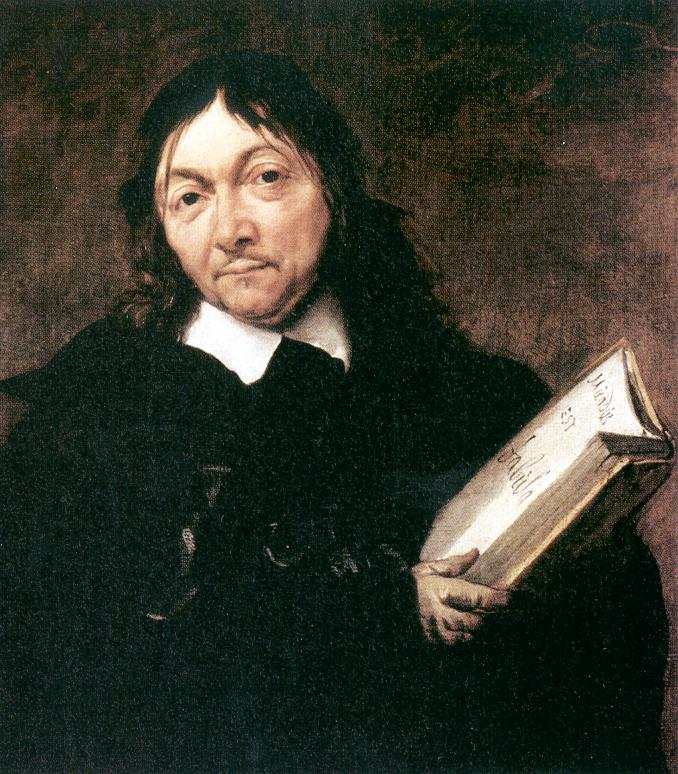
Р. Декарт

Первые сомнения в существовании материи появились в философии Нового времени. Повод для них дало учение Декарта, сделавшего методическое сомнение краеугольным камнем философии. Следуя своему методу, Декарт предположил, что видимый мир мог бы быть сновидением или галлюцинацией, навеянной нашему сознанию злым демоном. Это привело его к мысли, что первой достоверной истиной является существование нашего мыслящего «я», ибо если мы заблуждаемся, значит мыслим, а если мыслим, то существуем. Напротив, существование материального мира не относится к числу самодостоверных истин и требует серьёзных доказательств. Сам Декарт разрешил свои сомнения, прибегнув к идее всеблагого Бога, который не может нас обманывать. Отсюда он выводил существование материального мира и материальной субстанции, сущность которой сводится к протяжению в пространстве. Однако этот аргумент был отвергнут последующими философами, полагавшими, что если Бог допустил существование зла, он мог бы допустить и наше заблуждение; да и заблуждаемся мы не по воле Бога, а по собственной вине. В результате сомнения в материальности мира стали нарастать.
Последователь Декарта, французский философ Мальбранш развил идею о том, что мы не воспринимаем материального мира непосредственно, поскольку все наши ощущения являются состояниями нашего духа; они суть наши идеи. Мы, полагал он, созерцаем не сами вещи, а их идеальные прообразы в божественном уме. Отсюда другой картезианец, англичанин Кольер, делал заключение, что материальный мир не имеет независимого бытия и существует только в уме Бога. Другой английский философ, Локк, высмеял само понятие субстанции; по его словам, слово субстанция означает нечто неизвестное, служащее носителем или подпоркой наших ощущений, подобно тому как в индийской мифологии мир держится на слоне, слон на черепахе, а черепаха ещё на чём-то, неизвестно на чём. Эти рассуждения дали повод философам Беркли и Юму совсем отрицать существование материальной субстанции. Однако ещё ранее этих мыслителей существование материи отверг Лейбниц.

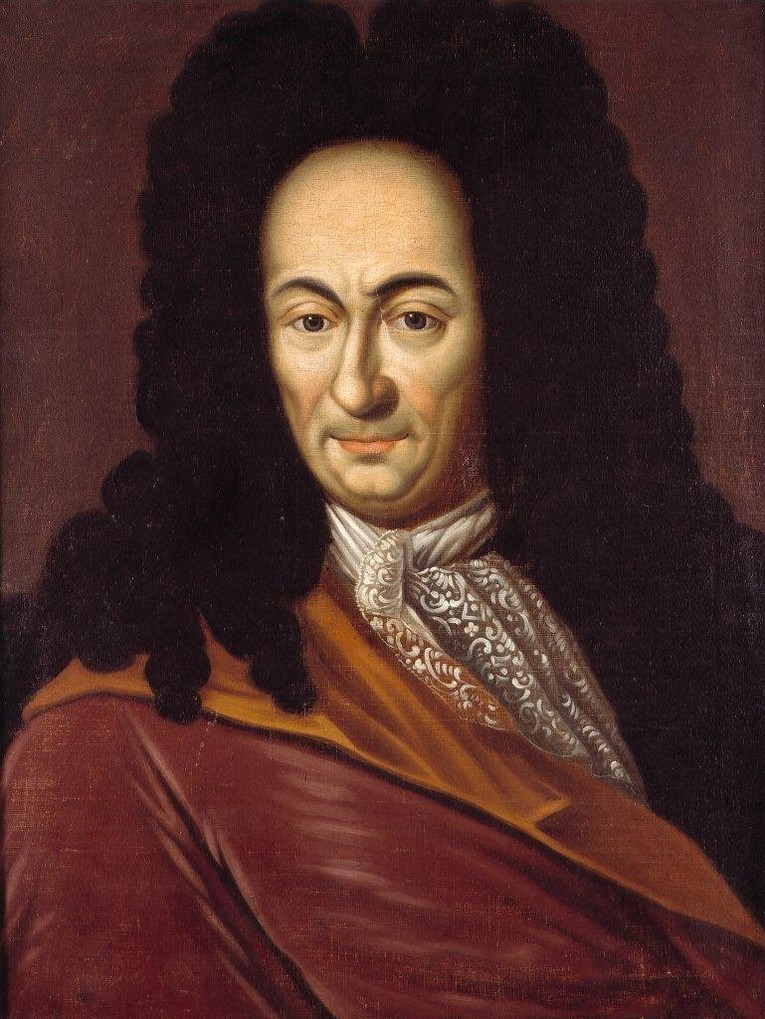
Г. В. Лейбниц

Лейбниц. Лейбниц отрицал существование материальной субстанции на том основании, что в самом понятии о ней заложено противоречие. Со времён Декарта материя понималась как субстанция, вся сущность которой состоит в протяжении в пространстве. Однако протяжение, утверждал Лейбниц, не может быть субстанцией, ибо оно есть лишь свойство некоего качества простираться в длину, глубину и ширину. Протяжение не может существовать отдельно от того качества, которое простирается, подобно тому как число не может существовать отдельно от того, что счисляется. Оторванное от своего субъекта, оно есть лишь абстрактная идея; но абстрактная идея не существует вне того ума, который её мыслит. Итак, протяжение не субстанция, но лишь свойство, атрибут или акциденция протяжённого тела. Сущность же тела состоит в антитипии, или непроницаемости — качестве, в силу которого тело не уступает своего места и сопротивляется проникновению. Это-то качество, простираясь в трёх измерениях, и составляет физическое тело. Но, может быть, физические тела и есть подлинные субстанции? Возражая против этого взгляда, Лейбниц выдвинул следующий аргумент: субстанция есть то, что существует независимо от чего-либо другого; однако всякое тело есть целое, делимое на части, а существование целого зависит от существования частей. Итак, ни протяжение, ни тело не являются субстанциями. Подлинная субстанция, полагал немецкий философ, должна быть простой, единой и неделимой, подобно нашей душе, которая всегда сохраняет внутреннее единство. Это убеждение привело его к учению о монадах — простых, неделимых, непротяжённых субстанциях, множество которых составляет мир.

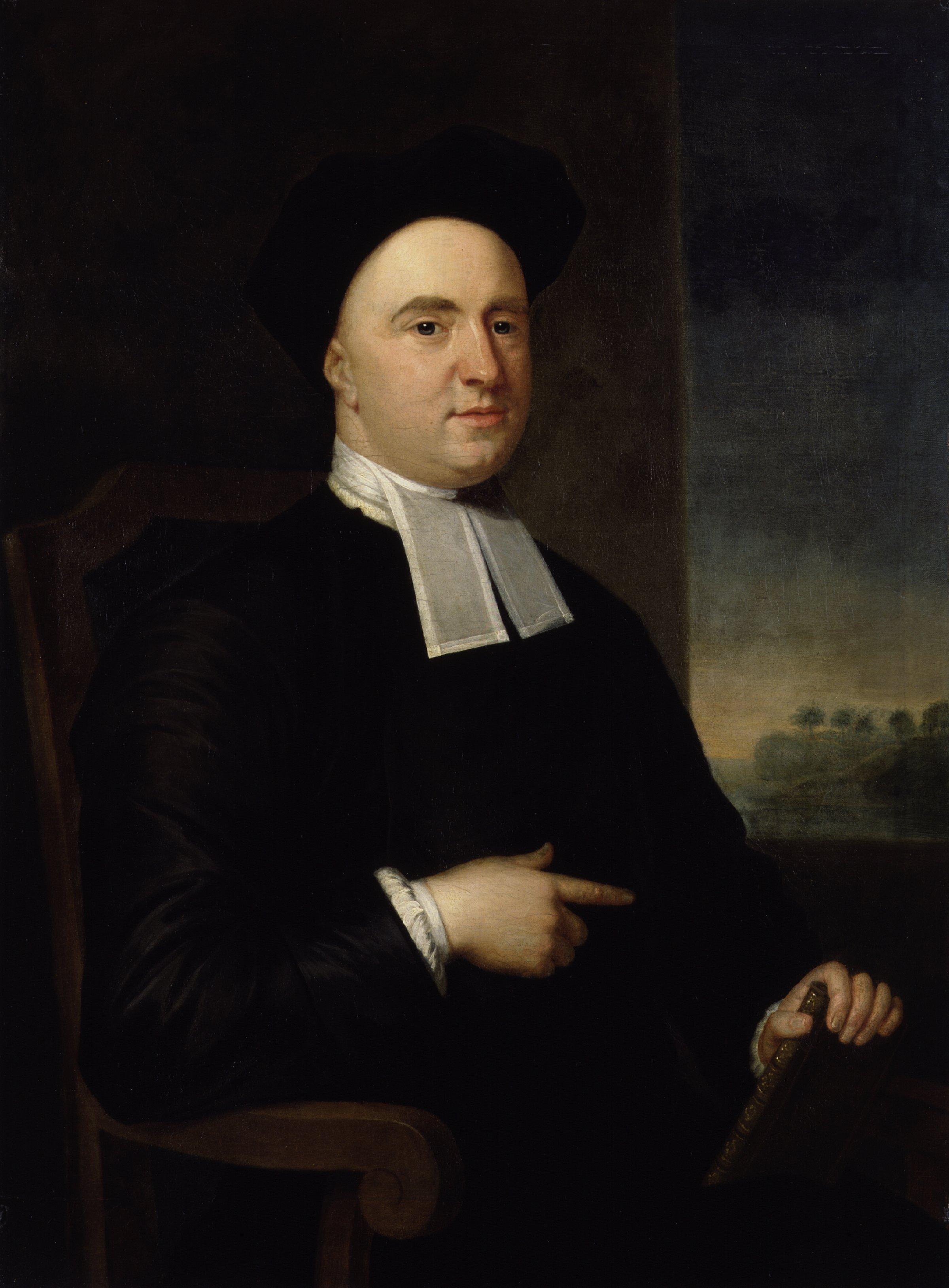
Дж. Беркли

Беркли. Беспощадным критиком понятия материи был основатель субъективного идеализма Джордж Беркли. Беркли исходил из той простой аксиомы, что все наши восприятия суть состояния нашего духа, наши идеи. Однако идеи не могут существовать нигде, кроме воспринимающего их духа. Всеми признано, рассуждал Беркли, что так называемые вторичные качества — цвет и звук, вкус и запах, тепло и холод — не имеют объективного существования вне нашего духа. Отчего же считается, что первичные качества — протяжение, форма, движение — существуют вне нас в немыслящей субстанции? Ведь всё, что верно в отношении вторичных, верно и в отношении первичных качеств. Наше восприятие протяжения столь же субъективно, сколь и восприятие цвета: что одному кажется большим, то другому кажется малым, а ведь все свойства материи сводятся к понятию величины. Если не существует объективной величины, то не существует и объективной протяжённости, фигуры, движения, а без этих понятий исчезает и понятие материи. Более того, первичные качества не могут существовать отдельно от вторичных, ибо мы не можем представить себе ничего протяжённого, не наделив его каким-нибудь из вторичных качеств, например, цветом, твёрдостью, теплом, холодом. Наконец, то, что происходит с нами во сне, доказывает, что мы можем иметь те же самые идеи, какие имеем сейчас, без всякого содействия внешних тел. Идеи, заключал Беркли, могут существовать только в мыслящем духе; и если мы не являемся творцами всех воспринимаемых нами идей, нам остаётся лишь предположить существование другого, божественного Духа, который вкладывает их в нас.

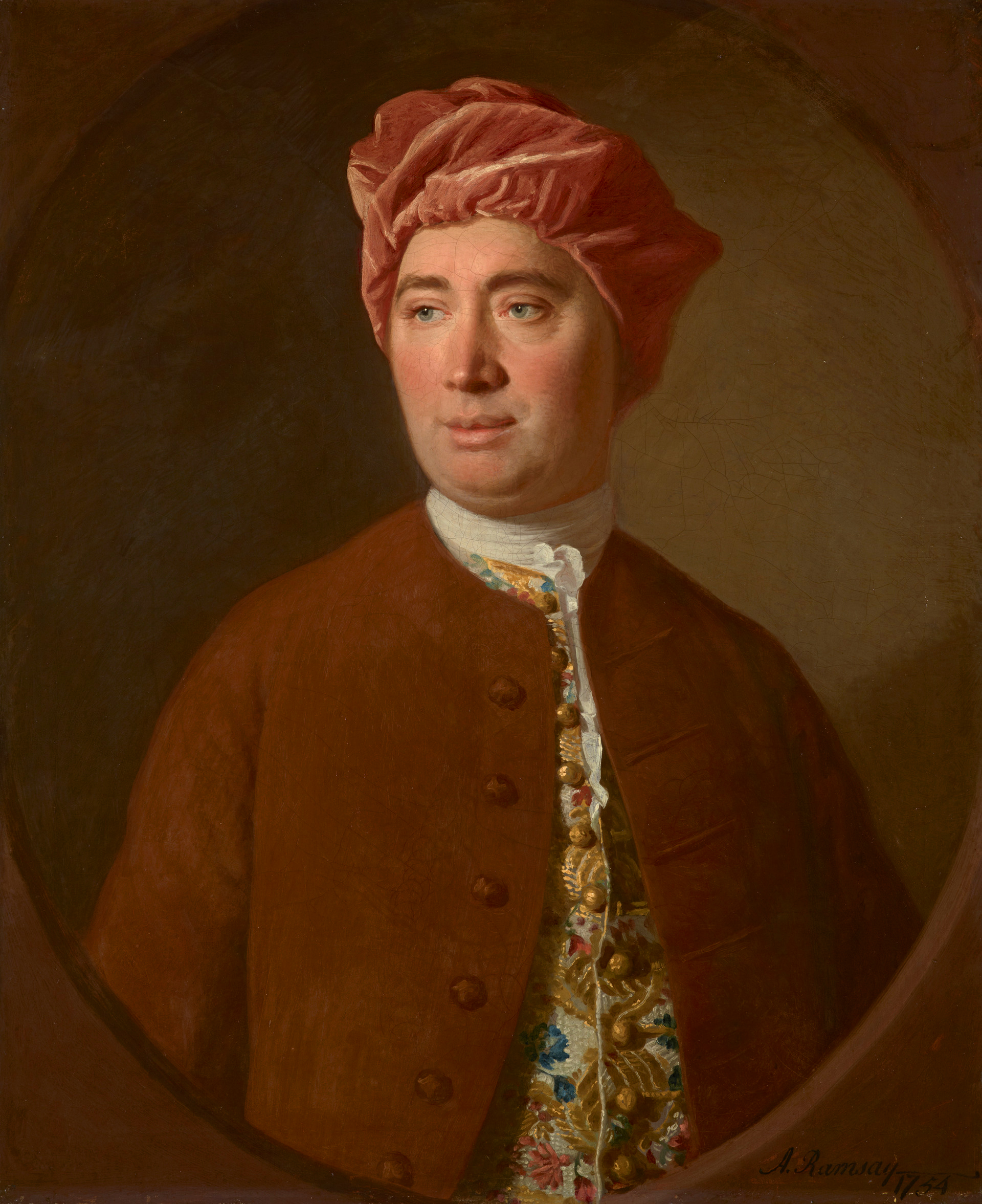
Д. Юм

Юм. Аргументы Беркли против материальной субстанции были развиты шотландским скептиком Юмом. Подобно Беркли, Юм полагал, что первичные качества вещей столь же субъективны, сколь и вторичные; мы не можем представить первичного качества, не наделив его одним из вторичных. Если же мы исключим из понятия материи и вторичные, и первичные качества, у нас останется лишь понятие о каком-то неизвестном нечто, которое является их носителем, — взгляд, который так остроумно высмеял Локк. Но откуда у нас берётся эта идея? В отличие от Беркли, Юм попытался объяснить само происхождение идеи субстанции. По мнению шотландского философа, в основе этой идеи лежит ошибка нашего ума. Всякая вещь есть пучок или связка каких-либо восприятий; рассматривая такую связку в течение какого-то времени, мы невольно приписываем ей тождество, даже если отдельные восприятия меняются. Однако спустя какое-то время мы замечаем, что все качества данной вещи изменились. В этот момент наш ум начинает искать выхода из противоречия, пытаясь примирить мнимое тождество вещи с её видимыми изменениями. Выход, который он находит, состоит в предположении, что у вещи, кроме видимых качеств, есть невидимая сущность, остающаяся той же самой при всех изменениях. Именно таково, полагал Юм, происхождение схоластической идеи первой материи, и к этой же ошибке восходят все наши представления о субстанциях. Юм, таким образом, был первым философом, отвергнувшим понятие субстанции, и этот взгляд приобрёл большое влияние в философии последующих веков.
Лотце. Немецкий философ Лотце полагал, что учение о материи есть результат незаконного гипостазирования абстрактного понятия. Если мы обратимся к опыту, то не найдём в нём никакой материи; мы найдём лишь отдельные тела, обладающие рядом общих свойств, таких как протяжение, непроницаемость, инерция. Суммируя эти свойства, мы объединяем их в едином понятии материальности. Это понятие не означает никакого субъекта; оно есть лишь предикат, прилагаемый ко множеству вещей. Ошибка, совершённая ещё в древности, состоит в гипостазировании этого понятия, в том, что предикату придаётся статус субъекта, являющегося носителем своих свойств. Так возникает учение о материальной субстанции, будто бы лежащей в качестве субстрата в основе всех вещей. Беспристрастный анализ этого понятия показывает, что оно есть простая абстракция, подобно понятиям бытия или сущего, которые выдают за мировую субстанцию другие философские системы.

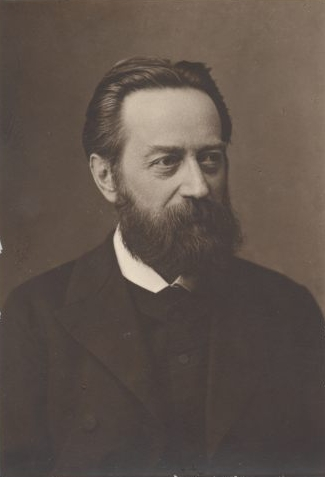
Густав Тейхмюллер

Тейхмюллер. Ученик Лотце Тейхмюллер разработал метафизику персонализма, согласно которой единственной подлинной субстанцией является человеческое «я». По мнению Тейхмюллера, существует три рода бытия: субстанциональное, идейное и действительное; к субстанциональному бытию относится наше «я», к действительному — деятельности нашего «я», а к идейному — содержания этих деятельностей. Философия, признающая субстанцией наше «я», называется персонализмом; философия, принимающая за субстанции наши деятельности и их содержания, называется проективизмом. С точки зрения персонализма, представление о материи есть результат проецирования вовне чувственных ощущений. Всякое физическое тело представляет собой комплекс ощущений, которые суть не что иное, как содержания представляющей деятельности нашего «я». Наивное сознание, сосредоточенное на чувственных ощущениях, проецирует их во внешний мир и принимает за субстанции, приписывая им независимое от нас существование. Критическая мысль последовательно вычитает из объектов внешнего мира те качества, которые признаёт достоянием субъекта, как то цвет, звук, вкус, запах и т. п. Однако за вычетом этих качеств остаётся нечто, что признаётся их носителем, и это нечто объявляется субстанцией вещей. Подлинно критическая философия должна сделать следующий шаг и признать, что единство чувственных качеств существует только в нашем «я», которое и есть настоящая субстанция. Этот шаг и делает философия персонализма. Сторонник же проективизма похож на путешественника, видящего мираж и принимающего за реальность парящие в воздухе отражения.

## История учения в индийской философии
В индийской философии доктрина имматериализма прослеживается уже в доклассической Санкхье.
В ней элементы проявленного мира последовательно возникают друг из друга в ходе развертывания Пракрити, 
причем первичными считаются элементы связанные с разумом-буддхи, тогда как пространство-акаша и остальные первоэлементы мыслятся, как их модификация. Эта схема в различных вариантах присутствует в ранних упанишадах и дидактических частях Махабхараты.
Позднее этот взгляд получил четкую формулировку в некоторых вариантах Веданты. В Мандукья-кариках Гаудапады приводится развернутая аргументация в пользу того, что объекты, воспринимаемые в состоянии бодрствования, подобны тем, что воспринимаются в состоянии сновидения.
В буддийской философии имматериализм был последовательно развит в философской школе Читтаматра. В ней основой мира считалось базовое сознание, Алая-виджняна, тогда как "внешние" объекты мыслились как порожденные сознанием.
В свою очередь буддийская философия Мадхьямаки провозглашала отрицание субстанции любого рода и пропагандировала критическое отношение к любому фиксированному взгляду.